# جيمس جلفاند
جيمس جلفاند (بالإنجليزية: James Gelfand)‏ (و. 1959  م) هو عازف جاز، وملحن، وعازف بيانو كندي، ولد في مونتريال، يستخدم آلات بيانو، بدأ مشواره المهني سنة 1989.

## وصلات خارجية
- جيمس جلفاند في قاعدة بيانات الأفلام على الإنترنت
- جيمس جلفاند  على موقع أول موفي